# Marvin Degon
Marvin Degon (* 20. Juli 1983 in Worcester, Massachusetts) ist ein US-amerikanischer Eishockeyspieler.

## Karriere
Degon begann seine Karriere im Jahr 2002 in der Mannschaft der University of Massachusetts Amherst, mit der er in der US-amerikanischen Collegeliga Hockey East aktiv war. In der Saison 2003/04 konnte der Defensivspieler mit seinem Team das Finalspiel um die Meisterschaft erreichen, verlor dort allerdings gegen die Eishockeymannschaft der University of Maine. In seinem letzten Jahr an der University of Massachusetts Amherst, war der Rechtsschütze Mannschaftskapitän und mit 29 Scorerpunkten in 33 absolvierten Partien der punktbeste Spieler innerhalb des Teams.
Anschließend verließ Degon die Universität und unterschrieb einen Vertrag bei den Hartford Wolf Pack aus der American Hockey League, dem Farmteam der New York Rangers. In den zwei Jahren, in denen er für Hartford auf dem Eis stand, gehörte der US-Amerikaner zu den teamintern punktbesten Verteidigern. So konnte er in 105 Ligaspielen, 46 Mal punkten. Die Saison 2007/08 verbrachte der damals 23-Jährige bei den Hamilton Bulldogs, ehe er sich im Sommer 2008 den Grizzly Adams Wolfsburg aus der Deutschen Eishockey Liga anschloss. Bei den Wolfsburgern erzielte der Defensivspieler in 52 Hauptrundenpartien 40 Scorerpunkte. Anfang Mai 2009 unterschrieb Degon einen Vertrag bei den Eisbären Berlin, für die er allerdings nur ein Jahr spielte. Daraufhin folgte ein Transfer zum Ligakonkurrenten ERC Ingolstadt. Ende Dezember 2010 wurde er aus dem Kader der Panther gestrichen.

## Karrierestatistik
Stand: Ende der Saison 2009/10
(Legende zur Spielerstatistik: Sp oder GP = absolvierte Spiele; T oder G = erzielte Tore; V oder A = erzielte Assists; Pkt oder Pts = erzielte Scorerpunkte; SM oder PIM = erhaltene Strafminuten; +/− = Plus/Minus-Bilanz; PP = erzielte Überzahltore; SH = erzielte Unterzahltore; GW = erzielte Siegtore; 1 Play-downs/Relegation; Kursiv: Statistik nicht vollständig)